# Lubécourt
Lubécourt ist eine französische Gemeinde mit 67 Einwohnern (Stand 1. Januar 2022) im Département Moselle in der Region Grand Est (bis 2015 Lothringen). Sie gehört zum Arrondissement Sarrebourg-Château-Salins.

## Geographie
Lubécourt liegt drei Kilometer nördlich von Château-Salins im Saulnois auf einer Höhe zwischen 203 und 358 m über dem Meeresspiegel. Das Gemeindegebiet umfasst 3,43 km².

## Geschichte
Ältere Ortsbezeichnungen sind Lubecurt (1469), Lebeilcourt (1477) und Lebelcourt (1600). Das Dorf befindet sich an der Stelle einer früheren gallorömischen Ansiedlung. Der Ort ging 1718 an das Herzogtum Lothringen. Schon 1573 kamen der große und kleine Zehnt an Lothringen vom Abt von Mettlach. Nachdem das Dorf im Dreißigjährigen Krieg von den Schweden zerstört worden war, wurde es in der Nähe neu errichtet. Bis zum Anfang des 19. Jahrhunderts war die Ortschaft nur ein kleiner Weiler.
Durch den Frankfurter Frieden vom 10. Mai 1871 kam die Region an das deutsche Reichsland Elsaß-Lothringen, und das Dorf wurde dem Kreis Château-Salins im Bezirk Lothringen zugeordnet. Die Dorfbewohner betrieben Getreide-, Wein-, Obst- und Gemüsebau.
Nach dem Ersten Weltkrieg musste die Region aufgrund der Bestimmungen des Versailler Vertrags 1919 an Frankreich abgetreten werden. Im Zweiten Weltkrieg war die Region von der deutschen Wehrmacht besetzt.
Das kleine Dorf trug 1915–1919 und 1940–1944 den eingedeutschten Namen Lubenhofen.

### Bevölkerungsentwicklung
| Jahr      | 1962 | 1968 | 1975 | 1982 | 1990 | 1999 | 2007 | 2019 |
| Einwohner | 85   | 69   | 55   | 58   | 55   | 57   | 47   | 75   |

## Wappen
Das Gemeindewappen zeigt die früheren Abhängigkeiten der Ortschaft: der Heilige Gorgonius zu Pferd als Symbol der nahen Abtei Gorze und der Rabe als Attribut der Familie Helmstat, weltliche Herren des Ortes.